# El Artesano del Panadés
El Artesano del Panadés: semanario de intereses materiales, amena literatura, avisos y noticias va ser una revista comarcal de publicació setmanal. L'origen d'aquest setmanari fou a Vilafranca del Penedès, capital de la comarca de l'Alt Penedès. La primera publicació va sortir a la llum l'1 de gener del 1870 i es van realitzar únicament 14 publicacions, del gener a l'abril del mateix any. L'únic director i autor de l'Artesano del Panedés va ser Pere Alegret i Vilaró (1842-1913), autor de les Gazetes de Vilafranca i altres escrits. Es publicava periòdicament cada diumenge. La majoria dels textos eren escrits en castellà, tot i que podíem trobar alguns textos en català. La revista únicament tenia 8 pàgines on trobàvem escrits, notícies, poemes, anuncis, entre d'altres.

## Dates de publicació
Les dates de publicacions van ser 1 de gener, 9 de gener, 16 de gener, 23 de gener, 30 de gener, 2 de febrer, 13 de febrer, 20 de febrer, 27 de febrer, 6 de març, 13 de març, 20 de març, 27 de març i la seva última publicació va sortir a la llum el 3 d'abril de l'any 1870. A partir de la publicació número sis el subtítol pateix un canvi, i passa a dir-se: progreso, ilustración, trabajo. Ara mateix podem trobar les catorze publicacions que va realitza Pere a Alegret amb el Artesano del Panadés

## Organització de les publicacions
Totes les publicacions veiem que són organitzades d'una manera molt similar, a la primera pàgina en totes les publicacions hi trobem la data, el número de publicació, el lloc d'origen, el títol, el subtítol, llocs per subscriure's, quan es publicava i preus de les subscripcions. En aquestes publicacions també trobem a la primera pàgina l'apartat de SUCESOS HISTÓRICOS Y DESCUBRIMIENTOS VARIOS on s'explicaven fets importants. Seguidament, apareixia l'inici del text més llarg de tota la publicació. Des de la pàgina 2 fins a la meitat de la 7 trobem, notícies, poemes, escrits, passatemps, entre d'altres. Finalment al final de la pàgina 7 trobem els preus que van tenir articles bàsics l'últim dia al mercat i en la darrera pàgina la secció d'anuncis.

## Subscripció
Els lectors podien pagar la subscripció al setmanari, dos llocs; a l'establiment tipogràfic de Pere Alegret al carrer de Serraulls al costat de la pila dels Dolors a la plaça de Santa Maria, i és on es dirigien totes les comandes i també a la llibreria de F Alegret Cort.

## Col·laboradors
A la Revista van col·laborar-hi diferents autors, en les 14 publicacions participen diversos i molts d'ells ho fan en més d'un dia. Alguns d'ells son:
Salvador de la T., M. De la Rosa, Ulpiano, Estanislao Mondéjar, Montaner, Pedro Fraxedas, alcalde de Vilafranca, Cayetano Vidal, Ramon Campoamor, Quintí Garrigó, Felipe Esteller, Forés, Tadeo de Toa, N. Sayúc, M. Romeu, Entre altres anònims.

## Preus del Setmanari
La revista setmanal anava per subscripció i el preu variava segons la zona de procedència. Si eres de Vilafranca el preu per una subscripció de tres mesos eren 8 rals, fora de Vilafranca per 3 mesos 12 rals, a Ultramar 70 rals per un any i en cas de voler comprar únicament anuncis i comunicats 1 ral, si estaves subscrit hi havia un descompte del cinquanta per cent.

## Ideologia i Funcions
No expressen la seva ideologia. Al número 1, publica l'1 de gener de 1870 esposen la seva finalitat en els següents termes: nuestro periódico tratará de vulgarizar los conocimientos científicos é industriales, contendrá artículos de agricultura, comércio, literatura, história, higiene, artes, ofícios y cuantas noticias sean de interés general,...

## Final del setmanari
Pere Alegret anunciava així el fi de les publicacions:
ADVERTENCIA INTERESANTE: Sumamente complacidos y satisfechos de la benévola acojida que obtuvo el primer número de este semanario, no podemos menos de mostrar nuestro agradecimiento á todos cuantos se han dignado favorecernos inscribiendo sus nombres en la lista de los suscritores, á cuya demostración no omitiremos medio alguno para corresponder dignamente, procurando cumplir con exactitud nuestro anterior programa, y dar, si cabe, en la marcha del mismo, más amenidad y más provecho ; para lo cual contamos ya con una série de artículos que creemos merecerán interés.— Al finalizar el año se regalará el índice de materias contenidas en el Semanario y una elegante portada para su encuademación.